# Curacautín
Curacautín este un oraș și comună din provincia Provincia Malleco, regiunea La Araucanía, Chile, cu o populație de 16.508 locuitori (2012) și o suprafață de 1664 km2.